# Henry Chadwick
Henry Chadwick KBE (23 de junho de 1920 – 17 de junho de 2008) foi um historiador, clérigo da Igreja de Inglaterra e académico britânico. Ex-diácono em Oxford, ensinou na Faculdade de Christ Church da Universidade de Oxford.

## Obras
Chadwick publicou mais de 125 livros, monografias, artigos, etc. Particularmente de nota listam-se:"
- Origen: Contra Celsum (1953)
- Early Christian Thought and The Classical Tradition: Studies in Justin, Clement, and Origen (Oxford, 1966)
- Priscillian of Avila: The Occult and the Charismatic in the Early Church (1976)
- Augustine (Past Masters, Oxford, 1986)
- Saint Augustine: Confessions (Translation, introduction, notes. Oxford, 1991)
- The Early Church (The Penguin History of the Church, 1967 revised 1993)
- The Church in Ancient Society: From Galilee to Gregory the Great (Oxford History of the Christian Church, 2001)
- East and West: the making of a rift in the Church (History of the Christian Church, 2003)